# Едмонтон (Кентаки)
Едмонтон (енгл. Edmonton) град је у америчкој савезној држави Кентаки.

## Демографија
По попису из 2010. године број становника је 1.595, што је 9 (0,6%) становника више него 2000. године.
| Група             | 2000.         | 2010.         |
| Белци             | 1.530 (96,5%) | 1.528 (95,8%) |
| Афроамериканци    | 31 (2,0%)     | 28 (1,8%)     |
| Азијати           | 2 (0,1%)      | 3 (0,2%)      |
| Хиспаноамериканци | 8 (0,5%)      | 21 (1,3%)     |
| Укупно            | 1.586         | 1.595         |